# Éléonore Faucher

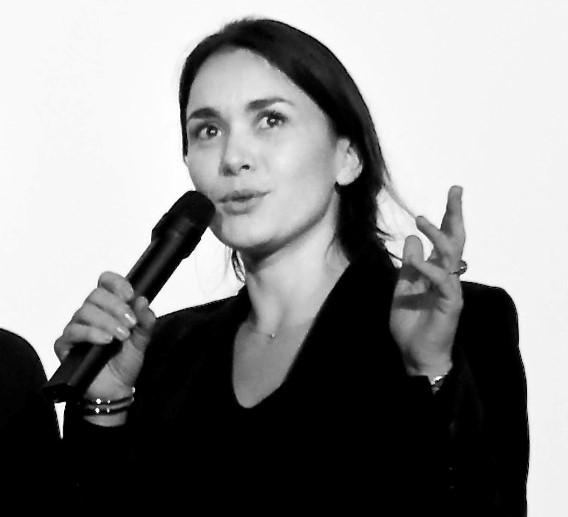
Éléonore Faucher (2009)

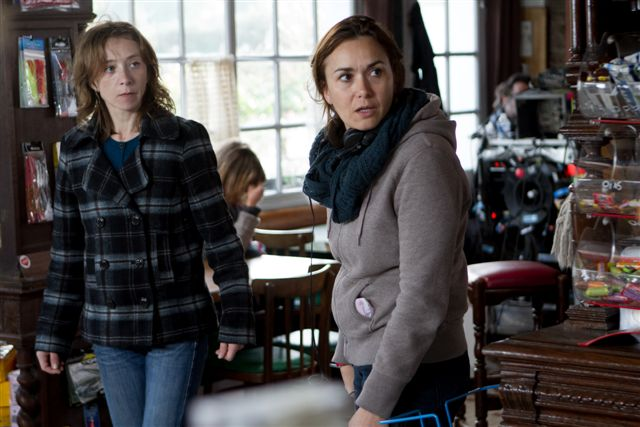
Éléonore Faucher (rechts) und Sylvie Testud bei den Dreharbeiten zu Gestrandet, 2012

Éléonore Faucher (* 10. Januar 1973 in Nantes; † 27. August 2023 in Paris) war eine französische Filmregisseurin und Drehbuchautorin.

## Leben
Éléonore Faucher studierte ab 1991 Film an der École Louis-Lumière in Noisy-le-Grand bei Paris. Hier drehte sie bis 1996 ihren ersten Kurzfilm Les toilettes de Belle-ville, der verschiedene Preise erhielt. Ihre Karriere im französischen Kino begann sie ab Mitte der 1990er-Jahre als Kamera-Assistentin bei Filmen von Jacques Maillot, Pascal Légitimus, Élisabeth Rappeneau, Bruno Dumont oder Sam Karmann tätig. 1998 drehte sie ihren zweiten Kurzfilm Ne prends pas le large mit Niels Dubost als Darsteller.
Im Jahr 2000 begann Faucher mit ihrer Arbeit an ihrem Langfilmdebüt Die Perlenstickerinnen, der schließlich ab 2003 gedreht wurde und 2004 in die Kinos kam. Die Perlenstickerinnen erhielt drei César-Nominierungen und war für zwei Europäische Filmpreise nominiert. Hauptdarstellerin Lola Naymark wurde mit einem Prix Lumières als Beste Nachwuchsdarstellerin ausgezeichnet. Fauchers zweiter Spielfilm Gamines nach einem Roman von Sylvie Testud erschien 2009. Im Auftrag von Arte France drehte Faucher ab 2012 den Fernsehfilm Gestrandet nach einem Roman von Claudie Gallay, der im September 2013 auf dem Festival de la Fiction TV erstaufgeführt wurde.
Éléonore Faucher starb am 27. August 2023 im Alter von 50 Jahren nach einer langjährigen Krebserkrankung.

## Filmografie (Auswahl)
- 1996: Les toilettes de Belle-Ville (Kurzfilm)
- 1998: Ne prends pas le large (Kurzfilm)
- 2004: Die Perlenstickerinnen (Brodeuses)
- 2009: Gamines
- 2013: Gestrandet (Les déferlantes)
- 2019: La maladroite (TV)
- 2022: Et la montagne fleurira (Miniserie, 6 Episoden, nur Drehbuch)